# Pic Phoenix
Pour les articles homonymes, voir Phoenix.
Le pic Phoenix (en anglais : Phoenix Peak) est un sommet montagneux américain dans le borough de la péninsule de Kenai, en Alaska. Il culmine à 1 572 mètres d'altitude dans les montagnes Kenai, sur la frontière orientale du parc national des Kenai Fjords.